# Pavel Dydovič
Pavel Dydovič (* 7. září 1949) je český hudebník, zpěvák, kytarista, člen skupin Flamengo a B-side, později přejmenované na Orchestrion.

## Život
Byl členem skupiny Flamengo, ale nahrávání desky Kuře v hodinkách se nezúčastnil, protože byl v té době na vojně. Členy skupiny B-side byli i Petr Kocfelda (basová kytara), Jan Adamčík (kytara), Ivan Moravec (bicí) a Jan Rotter.

## Největší hity
Největším hitem Pavla Dydoviče je Bláznova ukolébavka s jeho hudbou a textem Františka Řebíčka, která zlidověla a je známá také jako Ovečka.

## Diskografie

### SP
B-side
- 1970 Svědek jsem, který ví / Dům u hlavní třídy
- 1970 Bláznova ukolébavka / Spící John

Orchestrion
- 1972 Dlouhý šedý pás / Malý zlatý ptáček
- 1973 Bláznova ukolébavka / Spící John
- 1974 Rám / Bílá noc
- 1975 Dálka / Návrat
- 1976 Oheň / Každý večer
- 1977 První kroky / Krajinář

### EP
- 1980 Hitšaráda Televizního Klubu Mladých 1